# Scudi composti

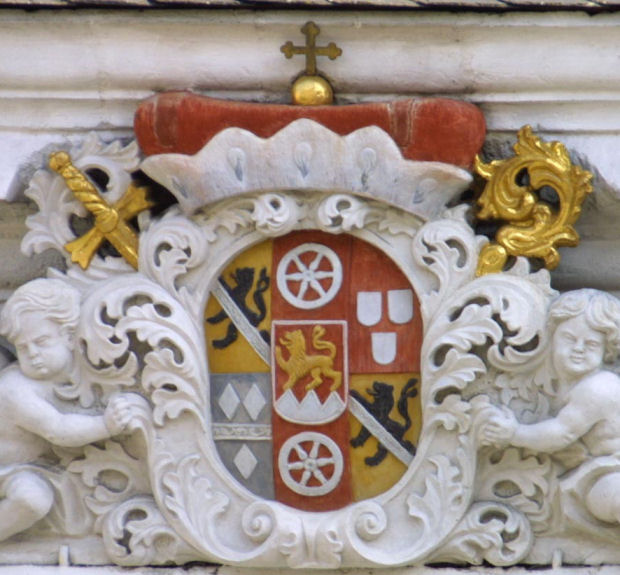
Stemma di Lothar Franz von Schönborn

L'araldica spesso riunisce più stemmi su uno stesso scudo. Si vengono così a formare delle armi composte, formate da armi più semplici accostate secondo una linea di partizione semplice, oppure riunite in quartieri. Altre armi possono essere composte con pezze onorevoli, per esempio aggiungendo un capo o un cantone a uno stemma principale.
Per blasonare delle armi composte si comincia con l'indicare la partizione, cioè il modo in cui lo scudo è stato suddiviso per ospitare i vari stemmi; quindi si blasonano gli stemmi costituenti, secondo l'ordine in cui compaiono nella suddivisione, facendoli precedere dal loro rango (il primo... il decimo...). Si può quindi ottenere una blasonatura del tipo: partito: nel primo d'argento, alla torta di rosso; nel secondo d'oro, alla fascia d'azzurro.
La blasonatura può risultare complicata quando le linee di partizione abbondano, per quanto la regola sia molto semplice: ogni elemento (definito genericamente quartiere, benché non sempre sia la definizione più corretta) assume un numero d'ordine secondo la regola di precedenza « quello in alto prima di quello in basso, quello a destra prima di quello a sinistra » e viene descritto come fosse uno stemma indipendente, secondo tale ordine. Unica eccezione a tale regola si ha quando nella composizione sono presenti diversoi quartieri identici: in questo caso sono descritti tutti insieme una volta sola con la priorità del primo, enunciando tutti i numeri d'ordine relativi.
Per esempio, l'arma presente all'inizio dell'articolo (stemma di Lothar Franz von Schoenborn) sarà blasonata come:
- partito di due e troncato di uno,
- nel 1º e 6º: d'oro, alla banda d'argento attraversante sul leone di nero;
- nel 2º e 5º: di rosso, alla ruota d'argento;
- nel 3º: di rosso, a tre scudetti d'argento;
- nel 4º: d'azzurro, alla fascia d'argento accompagnata da tre losanghe dello stesso;
- sul tutto: di rosso, al leone illeopardito d'oro posto su una terrazza inchiavata d'argento.

Quando un quartiere è composto a sua volta, la regola si applica in cascata, per cui quando si arriva al suo turno si definisce un nuovo ordine di presentazione per i quartieri che lo costituiscono. Se, ad esempio, si ha una prima partizione che individua sei quartieri, il 4º dei quali è a sua volta suddiviso in tre elementi, l'ordine di blasonatura sarà 1, 2, 3, 4.1, 4.2, 4.3, 5, 6.

## Partizioni

Alsazia: partito: nel 1º di alta Alsazia, rivoltato; nel 2º di bassa Alsazia

Borgogna: inquartato di Borgogna moderna e antica

Gli scudi composti, o, per meglio dire, le armi composte, devono essere considerati come la riunione di più stemmi in uno solo, e non la frantumazione di uno in molti.
Nelle armi composte, la tavola d'aspettazione è divisa secondo una partizione araldica, e quindi ogni elemento di questa partizione si comporta come uno scudo completo (e può quindi essere partizionato a sua volta). Le partizioni di base si possono così combinare all'infinito.
Gli elementi formati da una partizione sono di dimensioni uguali, ma non hanno lo stesso prestigio: sono ordinati gerarchicamente secondo la loro posizione: il prestigio decresce dall'alto verso il basso e da destra verso sinistra, ecco perché la blasonatura viene fatta secondo tale ordine.
Un uso molto frequente delle partizioni riguarda al traduzione araldica delle unioni di qualunque natura: matrimonio, annessione di feudi, ecc. Così l'unione di due elementi sarà evidenziata spesso da un partito (che ha per effetto la riduzione della larghezza delle figure e la messa in evidenza della destra - cosa che può essere particolarmente ricercata) o anche, molto spesso, da un inquartato (che non deforma l'aspetto grafico dello scudo originale, e che rappresenta una unione più egalitaria: le posizioni più e meno prestigiosa per l'uno, le due intermedie per l'altro). In un partito, lo stemma di destra può essere rivoltato per cortesia (come nel caso dell'arma dell'Alsazia): benché occupi il posto d'onore, la sua inversione mostra che la sua direzione d'onore è rivolta verso lo stemma a sinistra, ristabilendo, almeno in  parte, una parità di trattamento.
L'unione di  con  darà origine, nel partito a  e nell'inquartato a .
Come blasonatura, essendo il primo d'azzurro, alla croce ansata d'oro e il secondo d'oro, alla chimera di verde capelluta di rosso, si avrà rispettivamente:

- partito: d'azzurro alla croce... e d'oro, alla chimera...;
- inquartato: nel 1º e 4º d'azzurro, alla croce...; nel 2º e 3º d'oro, alla chimera....

Un altro modo di unire due stemmi è il cosiddetto semipartito (o più raramente il semitroncato) che consiste nell'unire la metà destra del primo con la metà sinistra del secondo. Questa unione si può fare, però, solo se gli stemmi originali restano identificabili anche dopo la amputazione di una metà.
Esempi: Navarra-Champagne,  = semipartito di  e di 
Si deve notare che il semipartito e il semitroncato si possono usare anche quando una delle metà  è a  sua volta divisa in due metà, purché in senso contrario (nel semipartito una metà è troncata, nel semitroncato una metà è partita).
La partizione può anche essere solo un elemento di redazione dello stemma, come  nel caso di quello di La Tour-du-Pin, in cui il partito serve solo a delimitare i due elementi del « rébus » (a destra l'elemento che rappresenta la torre; a sinistra quello che richiama il pino).
La partizione in elementi molto numerosi, come lo scaccato o il losangato o altre ripartizioni, rivela uno sforzo essenzialmente decorativo e funziona quasi come una pelliccia che ricopre l'intero campo.
Per una donna sposata lo stemma può talora essere diviso verticalmente in due — partito — e riprendere da una parte lo stemma della sua famiglia di origine, dall'altra quello del marito.

## Partizioni particolari

di rosso, alla nave d'argento su un mare dello stesso, al capo di Francia antica (d'azzurro seminato di gigli d'oro)

Ogni elemento della composizione può avere un campo diverso. Alcune pezze possono in certi casi (aumento, etc.) giocare un ruolo equivalente a quello di una partizione ed entrare nella composizione. La regola di contrasto dei colori, che si applica alle pezze ma non alle partizioni, può allora essere superata. Si dice allora che la pezza è cucita, il che le conferisce lo status di una partizione (non è più sovrapposta, ma aggiunta di lato).

### Cantone
È la parte dello scudo in cui trovano posto i quattro cantoni (destro del capo, destro della punta, sinistro del capo e sinistro della punta). Non si blasona la posizione destra del capo, assunta per default. Forse l'origine del cantone è nella rappresentazione, sovrapposta allo scudo, delle ailettes, placche rettangolari di acciaio attaccate alle spalle, facenti parte della corazza, e portate soprattutto nei tornei.

### Capo
Pezza onorevole che occupa il terzo superiore dello scudo. Il termine indica anche la corrispondente regione della tavola  d'aspettazione.
Il capo è spesso utilizzato come partizione dello scudo, che permette di aggiungere alle armi principali (che figurano al di sotto) delle altre armi semplici o composte, raffigurate appunto nel capo. In questo caso, come già visto, la regola di contrasto dei colori non è sempre rispettata, e allora il capo è detto cucito.
In Francia, le buone città, quelle cioè che avevano il diritto di farsi rappresentare dai loro sindaci all'incoronazione del re di Francia, avevano il diritto di portare sul loro stemma un capo di Francia, antica (d'azzurro seminato di gigli d'oro) o moderna (d'azzurro, a tre gigli d'oro). Il capo di Francia è, quindi, un aumento delle armi concesso a queste città.

### Inquartato
Partizione di uno scudo araldico in quattro quartieri uguali (o quarti) per mezzo di una linea orizzontale e una verticale.
L'inquartato compone spesso due stemmi, che sono in questo caso posti l'uno in 1º e 4º, l'altro in 2º e 3º. Si dovrà blasonare allora inquartato, nel 1º e 4º d'argento, alla croce di rosso (croce di San Giorgio), nel 2º e 3º d'oro, a quattro pali di rosso (Aragona), che è di Barcellona. In modo più semplice si può blasonare:  inquartato, d'argento alla croce di rosso, e d'oro a quattro pali di rosso, essendo implicita l'alternanza degli stemmi.

## Quartieri
I quartieri sono originati dalla  divisione di uno scudo che risulta, generalmente, da un certo numero di partiti e di troncati (da due a sei). I quartieri sono partizioni simmetriche, che delimitano da sei a trentasei armi elementari e ne permettono la composizione. I quartieri sono numerati nel senso di lettura abituale: cominciando dal capo con il più alto a sinistra (dell'osservatore, a destra del capo), quindi si completa la prima fila da sinistra a destra, poi le file seguenti dall'alto verso il basso.
Si blasona dapprima il numero di linee di partizione del partito e di quelle del troncato (ad esempio: partito di due e troncato di tre - il che significa dodici quartieri - nel 1º ...). Si continua poi indicando prima di ogni arma elementare il relativo numero d'ordine. Se alcune armi sono ripetute su più quartieri, le si descrive solo la alla prima occorrenza, indicando gli ordinali di tutti i quartieri interessati, e i quartieri già descritti sono conseguentemente saltati al momento del loro turno normale. A proposito della blasonatura delle linee di partizione, si deve notare che tale metodica è quella standard nell'araldica italiana, mentre quella francese tende a contare le file dei quartieri e le loro colonne, indicando quindi dei valori aumentati di uno rispetto al sistema italiano. In Francia, quindi, l'espressione partito di due e troncato di tre descrive uno scudo con due colonne e tre file orizzontali, con un totale di soli sei quartieri.
Le armi che figurano nei quartieri dello scudo composto rappresentano i rispettivi titolari, e dovrebbero quindi essere blasonati citando questi titolari più che descrivendo gli stemmi. Tuttavia, se il titolare non è ben conosciuto è preferibile usare entrambe le descrizioni (ad esempio: nel 3º di Savoia, che è di rosso alla croce d'argento).
Partito di ventotto e troncato di ventiquattro, il che crea 719 quartieri (si noti che ne mancano tre su ognuno dei lati inferiori a causa dell'arrotondamento), nel 1º ... (cliccare sull'immagine per una versione ad alta risoluzione). Le armi composte con lo scopo di mostrare tutti i quarti di nobiltà, come nell'esempio del dittico Grenville dell'immagine precedente, composto da Richard Temple-Grenville, sono composizioni assolutamente artificiali: esse non simboleggiano una persona, ma un insieme di alleanze e costituiscono una rivendicazione genealogica. Questo tipo di creazione si riallaccia alla elaborazione di un armoriale personale. Il linguaggio del blasone può teoricamente descrivere delle icone punto a punto (partito di 255 e troncato di 255), ma quando si arriva a tali eccessi si esce evidentemente dal dominio araldico.

## Grandi armi

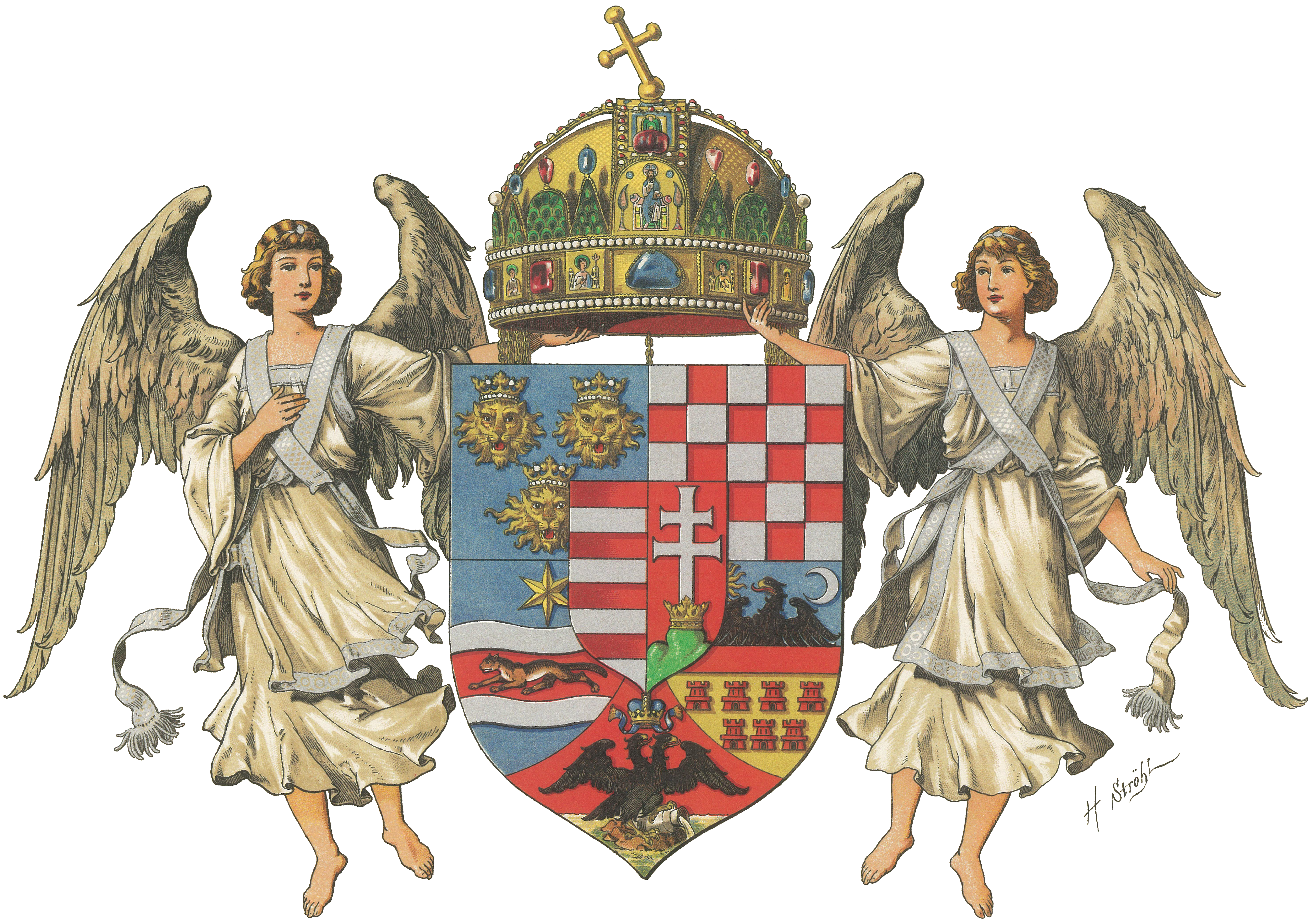
Grandi armi di Ungheria (fino al 1908) : inquartato: 1, di Dalmazia; 2, di Croazia; 3, di Slanovia; 4, di Transilvania; innestato in punta di Fiume; sul tutto partito di Ungheria antica e di Ungheria moderna

Le grandi armi sono rappresentazioni araldiche complete di tutti gli ornamenti esteriori, che prendono generalmente la forma di uno scudo composto di quartieri in cui sono rappresentate le armi di dipendenza, di costituzione o di possesso, e sono attraversate sul tutto dallo scudo del titolare (un principe, una provincia, ecc.).
Le grandi armi rappresentano graficamente una solenne affermazione dei titoli e dei diritti del titolare. Esse sono rappresentate di rado, tipicamente per decorare una sala di prestigio, ad esempio una sala del trono. Esempio: grandi armi di Russia Archiviato l'11 ottobre 2007 in Internet Archive..